# Гудіна Наталія
Ната́лія Гу́діна (* 1977) — українська та ізраїльська фігуристка.

## Життєпис
Народилась 1977 року. Почала кататися на ковзанах у віці 4-х років. Виступала з партнером Віталієм Куркудимом. Їх тренували Олександр Тумановський та Ольга Маркуш. Пара виграла бронзову медаль на Чемпіонаті світу серед юніорів 1996 року. Представляла Україну разом зі своїм партнером Віталієм Куркудимом і виграла бронзову медаль. Їх партнерство закінчилося 1998 року.
1998 року об'єдналася з Олексієм Белецьким. Виступали за Україну до кінця сезону 1998/1999, після чого перейшли до виступів за Ізраїль. Представляючи Ізраїль разом із чоловіком Олексієм Белецьким, зайняла 14-те місце на чемпіонаті світу, 9-те місце на чемпіонаті Європи та брала участь у зимових Олімпійських іграх.
Гудіна та Белецький є срібними призерами Ізраїлю в 2000—2005 роках і посіли 19-те місце на Зимових Олімпійських іграх 2002 року. Їх тренували Геннадій Карпоносов та Наталія Лінічук.